# Denise Altmann
Denise Altmann (* 1. November 1987 in Wien) ist eine ehemalige österreichische Eishockeyspielerin, die zwischen 2007 und 2020 beim Linköpings HC Dam in der Svenska damhockeyligan unter Vertrag stand. Ihr Bruder Mario ist ebenfalls Eishockeyspieler.

## Karriere
Denise Altmann begann dem Eishockeysport, als sie ihren Bruder Mario in der Eishalle beobachtete. Sie begann ihre Karriere mit fünf Jahren beim Wiener Eislaufverein. Später spielte sie für die Vienna Flyers, ehe sie im November 2001 zu den EHV Sabres Wien wechselte. Mit 50 Punkten (24 Tore, 26 Assists) in elf Spielen der Saison 2001/02 gewann sie im Alter von 14 Jahren die Scorerwertung und gewann mit den Sabres ihren ersten Staatsmeistertitel.
Mit den Sabres gewann sie 2004 die Elite Women’s Hockey League und wurde 2003, 2004 und 2005 jeweils Österreichischer Meister. Vor der Saison 2005/06 verließ sie dies Sabres und wechselte zum SC Reinach in die Schweizer Leistungsklasse A, wo sie mit 37 Punkten Topscorerin der Liga wurde, aber mit dem Verein die Play-offs verpasste. Daher kehrte sie im Februar 2006 in den Kader der Sabres zurück und bestritt mit diesen die Play-offs um den Staatsmeistertitel. 2007 gewann sie mit den Sabres einen weiteren Meistertitel.

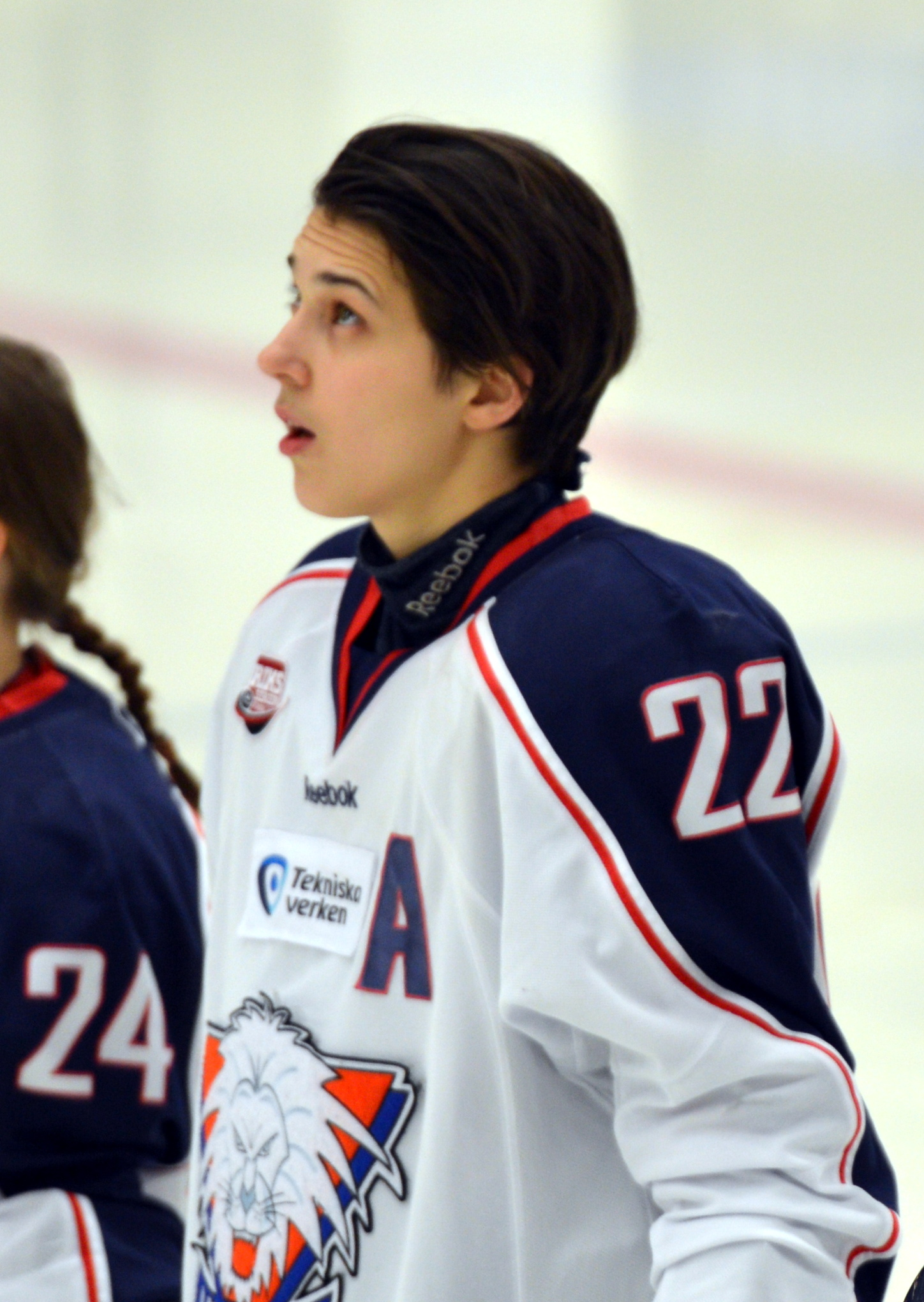
Denise Altmann im Trikot der LHC Dam (2015)

Nach diesem Erfolgen wollte sie zunächst nach Nordamerika gehen, entschied sich aber letztlich für einen Wechsel nach Schweden zum Linköpings HC. Dort lernte sie zunächst die schwedische Sprache, studierte später Pflegewissenschaften und arbeitet seit Abschluss des Studiums als Krankenschwester im Universitätskrankenhaus Linköping.
Mit Linköping wurde sie sowohl 2014 als auch 2015 schwedischer Meister, beim zweiten Titel in der Riksserien erzielte sie die meisten Tore (43), hatte die meisten Assists (43) und damit auch die meisten Scorerpunkte (86) der Liga. Dazu führte sie mit +49  in dieser Saison auch die Plus/Minus-Statistik an. In der Saison 2015/16 wurde sie mit dem LHC Vizemeister und erzielte die meisten Tore während der Play-offs.
2018 beendete sie ihre Karriere offiziell, arbeitete aber weiter als Zeugwart für den LHC und lief in den Spielzeiten 2018/19 und 2019/20 jeweils für die Hälfte der Spiele weiter für den LHC auf. Zudem begann sie, als Trainerin zu arbeiten, unter anderem beim LHC, beim Nachwuchsturnier TV-Pucken und bei der österreichischen Nationalmannschaft der Frauen.

### International
Denise Altmann nahm im März 2001 als 13-Jährige am ersten Länderspiel der österreichischen Frauen-Nationalmannschaft gegen Ungarn teil und erzielte den ersten Treffer in der Geschichte der Nationalmannschaft. Sie ist heute (2017) mit 252 Scorerpunkten Rekordspielerin der Frauen-Nationalmannschaft.
Sie nahm bis 2019 an 14 Weltmeisterschaften teil und schaffte mit dem Nationalteam 2004 den Aufstieg aus der Division III in die Division II und im Jahr 2008 aus der Division II in die Division I. Zudem erhielt sie mehrfach persönliche Auszeichnungen als beste Stürmerin und als Topscorerin von Weltmeisterschafts-Turnieren der jeweiligen Division.

## Erfolge und Auszeichnungen
- 2002 Österreichischer Meister mit dem EHV Sabres Wien
- 2003 Österreichischer Meister mit dem EHV Sabres Wien
- 2004 Österreichischer Meister mit dem EHV Sabres Wien
- 2004 Gewinn der Elite Women’s Hockey League mit dem EHV Sabres Wien
- 2004 Aufstieg in die Division II bei der Weltmeisterschaft der Division III
- 2005 Österreichischer Meister mit dem EHV Sabres Wien
- 2007 Österreichischer Meister mit dem EHV Sabres Wien
- 2007 Topscorerin der Weltmeisterschaft der Division II
- 2008 Aufstieg in die Division I bei der Weltmeisterschaft der Division II[11]
- 2008 Beste Stürmerin und Topscorerin der Weltmeisterschaft der Division II
- 2012 Topscorerin der Riksserien
- 2012 Beste Stürmerin der Weltmeisterschaft der Division IA
- 2014 Schwedischer Meister mit dem Linköpings HC
- 2015 Schwedischer Meister mit dem Linköpings HC
- 2015 Topscorerin (67), beste Torschützin (24), Torvorbereiterin und beste Plus/Minus-Statistik (+49) der Riksserien
- 2016 Schwedischer Vizemeister mit dem Linköpings HC
- 2017 Second All-Star Team der SDHL[12]
- 2017 Beste Stürmerin und Topscorerin der Weltmeisterschaft der Division IA
- 2018 Schwedischer Vizemeister mit dem Linköpings HC
- 2019 Schwedischer Vizemeister mit dem Linköpings HC

## Karrierestatistik
(Legende zur Spielerstatistik: Sp oder GP = absolvierte Spiele; T oder G = erzielte Tore; V oder A = erzielte Assists; Pkt oder Pts = erzielte Scorerpunkte; SM oder PIM = erhaltene Strafminuten; +/− = Plus/Minus-Bilanz; PP = erzielte Überzahltore; SH = erzielte Unterzahltore; GW = erzielte Siegtore; 1 Play-downs/Relegation; Kursiv: Statistik nicht vollständig)